# Jesús T. Piñero
Jesús Toribio Piñero Jiménez (ur. 1897, zm. 1952) – amerykański polityk, w latach 1946–1949 gubernator Portoryko, znajdującego się wówczas pod administracją kolonialną Stanów Zjednoczonych.

## Życiorys
Urodził się w 1897 roku.
Sprawował urząd gubernatora Portoryko od 3 września 1946, kiedy to zastąpił na stanowisku Rexforda Guya Tugwella, przez trzy lata, do 2 stycznia 1949. Jego następcą został Luis Muñoz Marín, pierwszy gubernator wybrany w wolnych wyborach.
Zmarł w 1952 roku.